# (19945) 1981 ET31
A (19945) 1981 ET31 a Naprendszer kisbolygóövében található aszteroida. Schelte J. Bus fedezte fel 1981. március 2-án.